# Aphrodisium convexicolle
Aphrodisium convexicolle är en skalbaggsart som beskrevs av J. Linsley Gressitt och Yves Rondon 1970. Aphrodisium convexicolle ingår i släktet Aphrodisium och familjen långhorningar.
Artens utbredningsområde är Laos. Inga underarter finns listade i Catalogue of Life.